# Deuterocohnia longipetala
Deuterocohnia longipetala är en gräsväxtart som först beskrevs av John Gilbert Baker, och fick sitt nu gällande namn av Carl Christian Mez. Deuterocohnia longipetala ingår i släktet Deuterocohnia och familjen Ananasväxter. Inga underarter finns listade i Catalogue of Life.